# Víctor Hugo Sarabia
Victor Hugo Sarabia Aguilar (Iquique, 27 novembre 1983) è un ex calciatore cileno, di ruolo centrocampista.

## Carriera
Cresciuto calcisticamente nel Naval, debutta tra i professionisti nel 2005 con la stessa squadra, per poi passare nel 2006 al Ñublense.
Nel 2007 milita nel Lota Schwager, quindi viene ingaggiato dal Huachipato, con cui gioca tra il 2008 e il 2009, collezionando 41 presenze e  segnando 5 gol. Successivamente fa ritorno al Lota Schwager per altre due stagioni.
Nel 2011 firma con il Deportes Iquique, club della sua città natale, dove gioca fino al 2013 totalizzando 64 presenze e 7 reti. Nel 2013 si trasferisce al Cobresal, con cui disputa cinque stagioni da titolare, mettendo insieme 148 presenze e 11 gol.
Dopo il 2018 si ritira dal calcio professionistico.